# Foci de Bizanci
Foci (en llatí Photius, en grec antic Φώτιος 'Fotios') va ser un màrtir cristià, que segons el martirologi de Lucil·lià va patir el martiri a Bizanci en la persecució que es va desenvolupar sota l'emperador Aurelià.
La narració sobre aquest màrtir porta el títol de Φωτίου του̂ μακαριωτάτου σκενοφύλακος τω̂ν ̔Αγίων ̓Αποστόλων καὶ λογοθέτου ἐγκώμιον εἰς τὸν ἅγιον ἱερομάρτυρα Δουκιλλιανόν, Sancti Martyris Lucilliani Encomium, auctore beatissimo Photio, Sanctorum Apostolorum Scenophylace ac Logotheta. De Foci no se'n sap res més que el que en diu aquest títol, o sigui, que era guardià dels vasos sagrats de l'església dels Apòstols de Constantinoble, la segona en importància després de la de Santa Sofia, i que devia viure en temps de Constantí, que va ser qui va construir la nova església, o en una època posterior.